# Eduardo Domínguez (futbolista)
Eduardo Rodrigo Domínguez (Buenos Aires, 2 de septiembre de 1978) es un exfutbolista y director técnico argentino. Actualmente se encuentra dirigiendo a Estudiantes de La Plata de la Primera División de Argentina.
Como jugador tuvo una extensa carrera y se desempeñaba en la posición de defensa central. Tras abandonar abruptamente la práctica activa en Huracán, debutó como entrenador en el mismo club. Después, tuvo su primer ciclo en Colón, dirigió luego a Nacional, de Uruguay, donde logró su primer título como técnico, y volvió a Colón, donde ganó la Copa de la Liga Profesional 2021, el primer título oficial de la institución. Luego, tuvo un paso irregular por el Independiente en 2022, y al año siguiente asumió la dirección técnica de Estudiantes (LP), donde se consagró campeón de la Copa Argentina 2023, la Copa de la Liga Profesional 2024 y el Trofeo de Campeones 2024.

## Trayectoria

### Como jugador
Comenzó su carrera en Vélez Sársfield en 1996. Fue parte del plantel fortinero que consiguió el Clausura 1998 con Marcelo Bielsa como director técnico. Permaneció en Vélez Sársfield hasta el 2002, cuando fue cedido a Olimpo de Bahía Blanca , club en el cual tuvo una buena temporada, lo que le bastó para que Racing Club lo fichara, pero sufrió una grave lesión que lo dejó afuera varios partidos.
Para la próxima temporada se incorporó al Club Atlético Independiente y se recuperó rápidamente. En el Rey de Copas convirtió 2 goles, uno a su ex equipo Olimpo y el otro a Tiro Federal.
En el 2006 fichó en Independiente Medellín donde había jugadores importantes y de muy buen nivel. Después de una temporada y media en Colombia, regresó a Argentina para jugar en Huracán, donde se estableció como un jugador fundamental en el primer equipo.
El 8 de julio de 2008 llegó a Los Ángeles Galaxy de la Major League Soccer. En enero de 2009, Los Ángeles Galaxy lo dejó libre y regresó a Huracán para jugar una temporada y media, consiguiendo el segundo puesto en el Torneo Clausura 2009 junto a un equipo lleno de figuras denominado "Los Ángeles de Cappa".
En el 2010 fichó para jugar en el recién ascendido All Boys. Allí se transformó en baluarte y figura, jugando dos temporadas. Luego, en 2012 volvió a Huracán, firmando un vínculo por dos años, con la idea de terminar su carrera en el club, que se encontraba en la Primera B Nacional. 
Después de disputar la primera ronda de la temporada 2012-13, en febrero de 2013 pasó a préstamo por seis meses a Atlético de Rafaela, para jugar en Primera División. Tras finalizar ese préstamo, en julio de 2013, volvió a Huracán, concretando su tercer regreso. En este ciclo, fue capitán y referente del plantel que se coronó campeón de la Copa Argentina 2013-14 frente a Rosario Central, cortando cuarenta y un años sin títulos, y de la Supercopa Argentina 2014, en un partido jugado frente a River Plate el 25 de abril de 2015. Entre ambas conquistas, logró  el ascenso a la Primera División al terminar en el quinto puesto en su zona en el campeonato de Primera B Nacional 2014, tras un desempate frente a Atlético Tucumán, jugado el 14 de diciembre. Luego disputó la Copa Libertadores 2015 y las primeras veinte fechas del campeonato de Primera División del mismo año.

### Como entrenador

#### Huracán
En agosto de 2015, tras la salida de Néstor Apuzzo como entrenador de Huracán, el club le ofreció el cargo a Domínguez, por entonces capitán del equipo, que aceptó la propuesta abandonando abruptamente su carrera como jugador.Bajo su gestión el club aseguró su permanencia en la Primera División y alcanzó la final en la Copa Sudamericana (la primera final internacional en la historia de la institución),en la que cayó ante Independiente Santa Fe.
Al año siguiente, hizo una buena campaña en el Campeonato de Primera División, clasificándose a la Copa Sudamericana 2017, y alcanzó los octavos de final de la Copa Libertadores 2016, donde fue eliminado por Atlético Nacional, que posteriormente sería campeón del torneo.
Debido a un mal inicio en el Campeonato de Primera División 2016-17 y a sus diferencias con el presidente de la institución, presentó la renuncia al cargo el 30 de septiembre de 2016.

#### Colón
El 5 de enero de 2017, se convirtió en entrenador de Colón antes del comienzo de la segunda parte del Campeonato de Primera División 2016-17.Gracias a  una excelente campaña, el equipo se clasificó a la Copa Sudamericana 2018, donde logró una histórica victoria frente al São Paulo, venciéndolo en el mítico estadio Morumbi. Finalmente, cayó eliminado frente al Junior de Barranquilla en los octavos de final.
Paralelamente, gracias a una buena actuación en el Campeonato de Primera División 2017-18, el club clasificó a la Copa Sudamericana 2019, logrando de esa forma la clasificación a un torneo internacional por dos años seguidos, por primera vez en su historia. Tras un irregular andar en el Campeonato de Primera División 2018-19, renunció en  noviembre de 2018.

#### Nacional
A principios de 2019, llegó al club uruguayo Nacional. En su debut, logró su primer título como entrenador, la Supercopa Uruguaya 2019. Sin embargo, al no obtener ninguna victoria en las primeras cinco fechas del torneo local fue destituido, a pesar de haber tenido un buen inicio en la Copa Libertadores 2019.

#### Colón (segundo ciclo)
El 9 de marzo de 2020, retornó a Colón, en un momento difícil para el club, ya que el equipo luchaba por la permanencia y llevaba 10 partidos sin victorias en el torneo local, y casi dos años sin triunfos en condición de visitante.En su debut en la Copa de la Superliga 2020, logró un triunfo como visitante ante Rosario Central , cortando ambas rachas, antes de que la actividad se detuviera por la pandemia de covid-19.En la vuelta a la competencia, a finales de 2020, tuvo una buena performance en la Copa Diego Armando Maradona, clasificando primero en su zona a la fase Campeonato, en la que no tuvo una buena actuación.
En la Copa de la Liga Profesional 2021, ganó su zona en la Fase inicial, derrotó a Talleres (C) en cuartos de final y a Independiente en semifinales, pasando a la final frente a Racing Clubal que venció por 3-0, logrando de esta manera el primer título del club en 116 años de historia.
Posteriormente, logró hacer una buena campaña en el Campeonato de Primera División 2021, pero después de perder el Trofeo de Campeones frente a River Plate, decidió abandonar el puesto.

#### Independiente
A principios de 2022, asumió en Independiente, en medio de un mal momento institucional y económico del club, con un plantel que había perdido algunos de sus principales integrantes a inicio de año.
En el primer semestre, el equipo realizó una mala campaña  en la Copa de la Liga Profesional, y quedó eliminado en la fase de grupos de la Copa Sudamericana.Por otro lado, se mantenía en competencia en la Copa Argentina, alcanzando los octavos de final.
Sin embargo, al no obtener buenos resultados en el campeonato de Primera División, renunció al cargo luego de la derrota en el clásico de Avellaneda, a pesar del pedido del plantel para que continuara.

#### Estudiantes de La Plata
El 6 de marzo de 2023, fue oficializado como entrenador de Estudiantes de La Plata, reemplazando a Abel Balbo.Luego de una derrota en el clásico platense, el equipo se recuperó logrando el quinto puesto en la Liga Profesional, con sólo tres derrotas en veintiún partidos. Simultáneamente, también tuvo una buena actuación en la Copa Sudamericana, alcanzando los cuartos de final, donde fue eliminado por Corinthians, en los penales,lo que afectó el rendimiento del equipo en la Copa de la Liga. No obstante, el 13 de diciembre, después de trece años sin títulos oficiales, ganó la Copa Argentina, tras vencer en la final a Defensa y Justicia.
En el primer semestre de 2024, sufrió una derrota agónica en la Supercopa Argentina, frente a River Plate. Al mismo tiempo participaba en la Copa de la Liga, en la que finalizó en el segundo puesto de su zona, para posteriormente superar de manera sucesiva a Barracas Central, Boca Juniors y Vélez Sarfield, logrando el título.
El 28 de julio de 2024, ganó el clásico platense tras vencer al Club de Gimnasia y Esgrima La Plata por 4-1, rompiendo una racha historíca de 5 años sin victorias Albirrojas en el clásico. 
El 10 de noviembre del 2024 sumó su partido número 100 como entrenador del conjunto platense, tras el empate 1-1 contra Central Córdoba de Santiago del Estero en el Estadio Único Madre de Ciudades.
El 21 de diciembre del 2024, vencería a Club Atlético Vélez Sarsfield por 3-0 y sería el campeón del Trofeo de Campeones, sumando 3 títulos con el club y superando en trofeos en la institución a Alejandro Sabella, convirtiéndose en el segundo entrenador con más títulos en la historia del Pincharrata.
A inicios de 2025, debido a que ganó el Trofeo de Campeones, tuvo que enfrentarse nuevamente a Vélez Sarsfield (por ser el primer lugar de la tabla anual del año pasado) por la Supercopa Internacional, partido en el que perdería por un marcador de 2-0 en el Estadio Libertadores de América. 

## Estadísticas

### Como jugador
| Club                | País                | Año                 | Partidos | Goles |
| ------------------- | ------------------- | ------------------- | -------- | ----- |
| Vélez Sarsfield     | Argentina           | 1996-2002           | 112      | 6     |
| Olimpo              | Argentina           | 2002-2003           | 26       | 3     |
| Racing Club         | Argentina           | 2003-2004           | 10       | 0     |
| Independiente       | Argentina           | 2005-2006           | 23       | 2     |
| DIM                 | Colombia            | 2006-2007           | 52       | 5     |
| Huracán             | Argentina           | 2008                | 15       | 2     |
| Los Ángeles Galaxy  | Estados Unidos      | 2008                | 3        | 0     |
| Huracán             | Argentina           | 2009-2010           | 43       | 4     |
| All Boys            | Argentina           | 2010-2012           | 69       | 4     |
| Huracán             | Argentina           | 2012                | 9        | 2     |
| Atlético de Rafaela | Argentina           | 2013                | 15       | 2     |
| Huracán             | Argentina           | 2013-2015           | 73       | 5     |
| Total en su carrera | Total en su carrera | Total en su carrera | 413      | 30    |

### Como entrenador
| Equipo                  | Div.                | Temporada           | Liga | Liga | Liga | Liga | Liga |    | Copa | Copa | Copa | Copa |    | Internacional | Internacional | Internacional | Internacional | Internacional |   | Otros | Otros | Otros | Otros |    | Totales     | Totales | Totales | Totales | Totales | Totales | Totales | Totales | Totales |
| Equipo                  | Div.                | Temporada           | PD   | G    | E    | P    | Pos. | PD | G    | E    | P    | PD   | G  | E             | P             | Pos.          | PD            | G             | E | P     | PD    | G     | E     | P  | Rendimiento | GF      | GC      | Dif.    | Ptos.   |         |         |         |         |
| ----------------------- | ------------------- | ------------------- | ---- | ---- | ---- | ---- | ---- | -- | ---- | ---- | ---- | ---- | -- | ------------- | ------------- | ------------- | ------------- | ------------- | - | ----- | ----- | ----- | ----- | -- | ----------- | ------- | ------- | ------- | ------- | ------- | ------- | ------- | ------- |
| Huracán Argentina       | 1.ª                 | 2015                | 10   | 2    | 6    | 2    | 23.º | -  | -    | -    | -    | 10   | 5  | 5             | 0             | 2.º           | -             | -             | - | -     | 20    | 7     | 11    | 2  | 53.33%      | 22      | 12      | +10     | 32      |         |         |         |         |
| Huracán Argentina       | 1.ª                 | 2016                | 16   | 7    | 4    | 5    | 9.º  | 2  | 1    | 1    | 0    | 10   | 3  | 3             | 4             | 1/8           | -             | -             | - | -     | 28    | 11    | 8     | 9  | 48.81%      | 27      | 22      | +5      | 41      |         |         |         |         |
| Huracán Argentina       | 1.ª                 | 2016-17             | 4    | 0    | 3    | 1    | Inc. | -  | -    | -    | -    | -    | -  | -             | -             | -             | -             | -             | - | -     | 4     | 0     | 3     | 1  | 25%         | 2       | 3       | -1      | 3       |         |         |         |         |
| Huracán Argentina       | Total               | Total               | 30   | 9    | 13   | 8    | -    | 2  | 1    | 1    | 0    | 20   | 8  | 8             | 4             | -             | -             | -             | - | -     | 52    | 18    | 22    | 12 | 48.72%      | 51      | 37      | +14     | 76      |         |         |         |         |
| Colón Argentina         | 1.ª                 | 2016-17             | 16   | 8    | 5    | 3    | 11.º | 2  | 1    | 0    | 1    | -    | -  | -             | -             | -             | -             | -             | - | -     | 18    | 9     | 5     | 4  | 59.26%      | 20      | 12      | +8      | 32      |         |         |         |         |
| Colón Argentina         | 1.ª                 | 2017-18             | 27   | 11   | 8    | 8    | 11.º | 2  | 0    | 2    | 0    | 6    | 3  | 1             | 2             | 1/8           | -             | -             | - | -     | 35    | 14    | 11    | 10 | 50.48%      | 40      | 29      | +11     | 53      |         |         |         |         |
| Colón Argentina         | 1.ª                 | 2018-19             | 12   | 3    | 5    | 4    | Inc. | -  | -    | -    | -    | -    | -  | -             | -             | -             | -             | -             | - | -     | 12    | 3     | 5     | 4  | 38.89%      | 13      | 16      | -3      | 14      |         |         |         |         |
| Nacional · Uruguay      | 1.ª                 | 2019                | 5    | 0    | 3    | 2    | Inc. | -  | -    | -    | -    | 2    | 2  | 0             | 0             | Inc.          | 1             | 0             | 1 | 0     | 8     | 2     | 4     | 2  | 41.67%      | 8       | 11      | -3      | 10      |         |         |         |         |
| Nacional · Uruguay      | Total               | Total               | 5    | 0    | 3    | 2    | -    | -  | -    | -    | -    | 2    | 2  | 0             | 0             | -             | 1             | 0             | 1 | 0     | 8     | 2     | 4     | 2  | 41.67%      | 8       | 11      | -3      | 10      |         |         |         |         |
| Colón Argentina         | 1.ª                 | 2020                | -    | -    | -    | -    | -    | 14 | 7    | 2    | 5    | -    | -  | -             | -             | -             | -             | -             | - | -     | 14    | 7     | 2     | 5  | 54.76%      | 21      | 13      | +8      | 23      |         |         |         |         |
| Colón Argentina         | 1.ª                 | 2021                | 25   | 11   | 6    | 8    | 7.º  | 16 | 9    | 5    | 2    | -    | -  | -             | -             | -             | 1             | 0             | 0 | 1     | 42    | 20    | 11    | 11 | 56.35%      | 55      | 46      | +9      | 71      |         |         |         |         |
| Colón Argentina         | Total               | Total               | 80   | 33   | 24   | 23   | -    | 34 | 17   | 9    | 8    | 6    | 3  | 1             | 2             | -             | 1             | 0             | 0 | 1     | 121   | 53    | 34    | 34 | 53.17%      | 149     | 116     | +33     | 193     |         |         |         |         |
| Independiente Argentina | 1.ª                 | 2022                | 7    | 2    | 1    | 4    | Inc. | 16 | 4    | 8    | 4    | 6    | 4  | 0             | 2             | FG            | -             | -             | - | -     | 29    | 10    | 9     | 10 | 44.82%      | 39      | 34      | +5      | 39      |         |         |         |         |
| Independiente Argentina | Total               | Total               | 7    | 2    | 1    | 4    | -    | 16 | 4    | 8    | 4    | 6    | 4  | 0             | 2             | -             | -             | -             | - | -     | 29    | 10    | 9     | 10 | 44.82%      | 39      | 34      | +5      | 39      |         |         |         |         |
| Estudiantes Argentina   | 1.ª                 | 2023                | 21   | 11   | 7    | 3    | 5.º  | 19 | 8    | 6    | 5    | 12   | 8  | 2             | 2             | 1/4           | -             | -             | - | -     | 52    | 27    | 15    | 10 | 61.54%      | 75      | 36      | +39     | 96      |         |         |         |         |
| Estudiantes Argentina   | 1.ª                 | 2024                | 27   | 8    | 12   | 7    | 12.º | 19 | 10   | 5    | 4    | 6    | 1  | 2             | 3             | FG            | 2             | 1             | 0 | 1     | 54    | 20    | 19    | 15 | 48.77%      | 75      | 58      | +17     | 66      |         |         |         |         |
| Estudiantes Argentina   | 1.ª                 | 2025-A              | 17   | 5    | 6    | 6    | 1/8  | 2  | 1    | 1    | 0    | 6    | 4  | 0             | 2             | *             | -             | -             | - | -     | 25    | 10    | 7     | 8  | 49.33%      | 32      | 28      | +4      | 37      |         |         |         |         |
| Estudiantes Argentina   | 1.ª                 | 2025-C              | 5    | 3    | 0    | 2    | -    | -  | -    | -    | -    | 1    | 1  | 0             | 0             | -             | 1             | 0             | 0 | 1     | 7     | 4     | 0     | 3  | 57.14%      | 8       | 8       | +0      | 12      |         |         |         |         |
| Estudiantes Argentina   | Total               | Total               | 70   | 27   | 25   | 18   | -    | 40 | 19   | 12   | 9    | 25   | 14 | 4             | 7             | -             | 3             | 1             | 0 | 2     | 138   | 61    | 41    | 36 | 54.1%       | 190     | 130     | +60     | 224     |         |         |         |         |
| Total en su carrera     | Total en su carrera | Total en su carrera | 192  | 71   | 66   | 55   | -    | 92 | 41   | 30   | 21   | 59   | 31 | 13            | 15            | -             | 5             | 1             | 1 | 3     | 348   | 144   | 110   | 94 | 51.92%      | 437     | 328     | +109    | 542     |         |         |         |         |
| 1. 2. 3.                |                     |                     |      |      |      |      |      |    |      |      |      |      |    |               |               |               |               |               |   |       |       |       |       |    |             |         |         |         |         |         |         |         |         |

#### Resumen por competencias
| Competición                   | PD  | G   | E   | P  | GF  | GC  | Dif. | Rendimiento | Mejor resultado  |
| ----------------------------- | --- | --- | --- | -- | --- | --- | ---- | ----------- | ---------------- |
| Primera División de Argentina | 187 | 71  | 63  | 53 | 212 | 186 | +26  | 49.2%       | 5.º lugar        |
| Copa Argentina                | 19  | 10  | 6   | 3  | 25  | 15  | +10  | 63.16%      | Campeón          |
| Copa de la Liga Profesional   | 73  | 31  | 24  | 18 | 101 | 65  | +36  | 53.43%      | Campeón          |
| Supercopa Argentina           | 1   | 0   | 0   | 1  | 1   | 2   | -1   | 0%          | Subcampeón       |
| Supercopa Internacional       | 1   | 0   | 0   | 1  | 0   | 2   | -2   | 0%          | Subcampeón       |
| Trofeo de Campeones de la LPF | 2   | 1   | 0   | 1  | 3   | 4   | -1   | 50%         | Campeón          |
| Primera División de Uruguay   | 5   | 0   | 3   | 2  | 5   | 10  | -5   | 20%         | 15.º lugar       |
| Supercopa Uruguaya            | 1   | 0   | 1   | 0  | 1   | 1   | +0   | 33.33%      | Campeón          |
| Copa Libertadores             | 25  | 11  | 5   | 9  | 32  | 27  | +5   | 50.67%      | Octavos de final |
| Copa Sudamericana             | 34  | 20  | 8   | 6  | 57  | 16  | +41  | 66.66%      | Subcampeón       |
| TOTAL                         | 348 | 144 | 110 | 94 | 437 | 328 | +109 | 51.92%      | 5 Títulos        |

## Palmarés

### Como jugador

#### Campeonatos nacionales
| Título              | Club            | País      | Año     |
| ------------------- | --------------- | --------- | ------- |
| Primera División    | Vélez Sarsfield | Argentina | 1998-C  |
| Copa Argentina      | Huracán         | Argentina | 2013-14 |
| Supercopa Argentina | Huracán         | Argentina | 2015    |

Otros logros
| Título                     | Club    | País      | Año  |
| -------------------------- | ------- | --------- | ---- |
| Ascenso a Primera División | Huracán | Argentina | 2014 |

### Como entrenador

#### Campeonatos nacionales
| Título                      | Club                    | País      | Año  |
| --------------------------- | ----------------------- | --------- | ---- |
| Supercopa Uruguaya          | Nacional                | Uruguay   | 2019 |
| Copa de la Liga Profesional | Colón de Santa Fe       | Argentina | 2021 |
| Copa Argentina              | Estudiantes de La Plata | Argentina | 2023 |
| Copa de la Liga Profesional | Estudiantes de La Plata | Argentina | 2024 |
| Trofeo de Campeones         | Estudiantes de La Plata | Argentina | 2024 |